# 陳應詔
陳應詔（1527年—？），字仲龍，號次山，直隸泰州守禦千戶所官籍，江西吉安府吉水縣人，明朝政治人物。

## 生平
嘉靖三十四年乙卯科（1555年）應天府鄉試第七十六名舉人。嘉靖三十五年（1556年）中式丙辰科會試第四十二名，三甲第一百一十五名進士。都察院观政，授湖广枣阳县知县，三十六年改浙江桐乡县，四十年升南京工部主事，致仕。

## 家族
曾祖陳佐，壽官；祖父陳鸞，安吉州判官；父陳沐，生员；母周氏。兄應雷、弟應雲，俱生员。